# Xanthogramma eoa
Xanthogramma eoa är en tvåvingeart som beskrevs av Violovitsh 1975. Xanthogramma eoa ingår i släktet kilblomflugor, och familjen blomflugor. Inga underarter finns listade i Catalogue of Life.